# Pódafa
Pódafa (szlovákul Povoda) Pódatejed településrésze, 1940-ig önálló falu Szlovákiában, a Nagyszombati kerületben, a Dunaszerdahelyi járásban. Dunaszerdahelytől 4 km-re délkeletre fekszik. Pódafa, Lidértejed és Csenkeszfa településeket Pódatejed néven 1940-ben egyesítették.
1910-ben Pódafának 205, túlnyomórészt magyar lakosa volt. A trianoni békeszerződésig Pozsony vármegye Dunaszerdahelyi járásához tartozott.

## Nevének eredete, történelme
A Dunaszerdahely közelében keletkezett település nevével először egy 1332-ből származó oklevélben találkozunk Poda Ety alakban. 1773-ban Pódafa, 1940-ben Pódatejed, 1948-ban Povoda.
1955-ben ismét Podafa. László király a Poda-Etheleknek adományozta, s a Póda család birtokában volt egészen a 18. század végéig. A 19. század elején a községben egy gőzmalom épült, mely még a 20. század elején is működött és a Dunaszerdahelyi Gőzmalom Rt. tulajdonában volt. A községhez tartozott Marczell major és Zöldfa-telep vagy Zöldfa-tanya.

## Külterületei
1. Zöldfa osztály: lápos, mocsaras terület volt, lecsapolták és ma beépített terület.
2. Téglahéz: a zöldfai osztályon volt található, mellette cselédházak voltak, zsidó ember tulajdona.
3. Apátor (Apátúr): parcellázott termőföld, tulajdonosa Kondé Miklós volt, ma vágóhíd található itt.
4. Miseút: ezen a rövidített taligaúton jártak templomba Szerdahelyre az emberek.
5. Pódafai felső osztály: a tejedi és a pódafai határnál található.
6. Marczell-tag: A Merczell kisasszonyok laktak az itt található házban.
7. Öreg temető: török feliratú síremlékekre emlékeztetnek, később a temetőt betemették. Homok és kavics bányászatnál koponyák kerültek elő. Ma a szövetkezet tulajdona, szántónak használják.
8. Pahomai út: Pódafai temetőtől Dunaszerdahely felé vezető úton, 7 jegenyefa ma is ott áll.
9. Csontgyűjtő: öreg temető mellett állt, ide gyűjtötték az állatok csontjait.
10. Kisvága: keskeny földek között húzódó erdősávok.
11. Határdomb: a domb 2 szomszédos határt választott el.
12. Péterfai út: a Pódafán aluli dűlő része, tulajdonosáról kapta a nevét.
13. Csölle tanító erdő: a közösségi tanító tulajdona volt.
14. Taligaút: ezen az úton lehetett a különböző dűlőkre eljutni.
15. Árgyosi tag: tulajdonosa utáni elnevezés.
16. Péterfa: itt az 1970-es évekig kastély állt.
17. Szeg-szegi dűlő: Hegybeneéte és Mad közötti szántó.

Földrajzi szélesség és hosszúság:
északi szélesség:47̊ 49' és 48̊ 11'.
Keleti hosszúság 34̊ 49' és 35̊ 49'.
Domborzati egységek: a falu síkságon terül el.

Éghajlati jellemzők: éghajlata mérsékelt, az évszakok váltakozásával változik az éghajlat.

Vízrajza: a faluban kanális található, ami Bősnél a Duna öreg ágába torkollik.

Növényzet: jegenyefa, fűzfák találhatók, továbbá különféle gyomnövények és vízinövények, mint például: sás és nád is megtalálható.

## Lakosság
2001-ben Pódatejed 762 lakosából 599 magyar és 139 szlovák volt.
Foglalkoztatottság: az emberek Dunaszerdahelyre járnak munkába, vagy pedig a környező faluk szövetkezeteibe. Helyi ipar: régebben pékség is működött, jelenleg csupán ablakkészítő vállalat, vegyesboltok és presszó található a faluban. Erdő és vízgazdálkodás: a falunak kb. 38%-a nem védett erdő. A faluban kiépült a csatornahálózat, vezetékes víz a szomszéd városból, Dunaszerdahelyről van bevezetve. Közlekedés: buszjáratok, valamint a lakosság nagy része autóval közlekedik. Műemlékek: a háborúban elesett vagy eltűnt személyeknek állítottak emlékművet a községi hivatal udvarán. Idegenforgalom: turisták számára túrázási lehetőségek.